# Mushroom World
Mushroom World är en fiktiv planet som många av Nintendos TV-spelsfigurer befinner sig på. Den ligger i en fiktiv galax som heter Grand Finale Galaxy, och är en av många galaxer i det fiktiva universumet Mushroom Universe. På planeten återfinns bland annat Mario och hans vänner, Donkey Kong med flera.

## Baseball Kingdom
Baseboll-kungadömet är det fiktiva landet där Mario och hans vänner möts och spelar baseboll i Mario Super Sluggers. Det finns nio olika stadium att spela på:
- Mario Stadium
- Luigi's Mansion
- Peach Ice Garden
- Daisy Cruiser
- Yoshi Park
- Bowser Jr. Playroom
- Wario City
- DK Jungle
- Bowser Castle

Vissa stadium ges bara tillträde till på natten. Dessa är: Luigi's Mansion och Bowser's Castle. Bowser Jr. Playroom ges det bara tillträde till under dagtid.

## Boo Woods
Boo Woods är ett fiktivt land i Luigi's Mansion, Mario & Luigi: Partners in Time och i Mario Kart DS. Här härskar Kung Boo. Skogen är stor, med spöklika träd som kan flytta på sig. Här finns bland annat professor E. Gadds laboratorium och Luigis Mansion.

## Crocodile Isle
Crocodile Isle är ett fiktivt land och en fiktiv ö på den fiktiva planeten Mushroom World. Den förekom i Donkey Kong Country 2: Diddy's Kong Quest, i Donkey Kong Land 2, i Donkey Kong 64 och i DK: Jungle Climber. Det är hemland åt Kremlingarna och styrs av King K. Rool. 
Ön är en mörk plats med vulkaner och frusna marker. Högst upp på ett berg finns King K. Rools näste.

### Historia
- I Donkey Kong Country 2: Diddy's Kong Quest reser Diddy Kong och Dixie Kong till ön i sitt sökande efter den kidnappade Donkey Kong. I slutet av spelet dyker King K. Rool upp och får en vulkan att explodera, och därigenom hela ön att sjunka till havets botten.

- I Donkey Kong Land 2 har King K. Rool rest upp ön ur havet igen, men i slutet på spelet sjunker den återigen.

- I Donkey Kong 64 har Kremlingarna byggt en ny Crocodile Isle-ö, denna gång konstruerad för att kunna förflytta sig på havet och med massförstörelsevapen för att kunna spränga Donkey Kong Island. King K. Rool stoppas dock återigen av kong-familjen.

- I DK: Jungle Climber dyker den gamla, sjunkna ön upp igen, men denna gång under namnet Ghost Island.

## Dark Land
Dark Land är ett fiktivt land på Mushroom Kingdom. Det sågs i spelet Super Mario Bros. 3 som den åttonde världen Mario besökte. Dark Land är ett dystert land där vulkanmoln täcker himlen och blockerar allt solljus. Dark Land styrs av den onde Kung Bowser och bebos i huvudsak av dennes armé The Koopa Troop, Bowsers släktingar The Koopalings och Boom Boom.
Mitt i landet ligger Bowsers slott, där den onde kungen själv har sitt näste. Vägen dit är tungt bevakad och den som försöker ta sig dit blir oftast tillfångatagen.

### Historia
I Super Mario Bros. 3 beger sig Mario till Dark Land för att befria Prinsessan Peach som blivit kidnappad av Bowser. När Mario tagit sig igenom det hårt bevakade landet möter han Bowser i strid. Bowser attackerar Mario genom att spruta eld och hoppa fram och tillbaka för att få golvet att skaka. Mario besegrar honom genom att spruta eldbollar på honom eller genom att kasta hammare på honom, eller om Bowser hoppar sönder golvet ramlar han ner i elden och är då besegrad. Efter att Bowser blivit besegrad väntar Peach på honom i ett rum intill. Mario befriar henne och spelet är sedan slut.

## Desert Land
Ökenvärld, den andra världen i Super Mario Bros. 3.

## Dinosaur Land
Dinosaur Land, eller Dinosaur Island, är ett fiktivt land och en fiktiv ögrupp i Mushroom World. Den sågs i Super Mario World, i Super Mario World 2: Yoshi's Island, i Yoshi's Story, i The Super Mario Adventure Comic's och i Mario Kart: Double Dash!!. Här finns bland annat Yoshi's Island, som är födelseplatsen för den fiktiva rasen Yoshi. Övriga raser som lever här är Koopas, Piranha Plants och olika dinosaurier. Ledare på ön är Marios vän gröna Yoshi som har titeln rådsman, något han fick i The Super Mario Adventures Comi's. I Mario Kart: Double Dash!! är banan Dino Dino Jungle hämtad från Dinosaur Island.

## Donkey Kong Island
Donkey Kong Island, eller DK Isles eller DK Island eller Kongo Bongo Island, är ett fiktivt land och en fiktiv ö i Mushroom World. Det sågs i Donkey Kong Country, i TV-serien Donkey Kong Country, i Donkey Kong Country 2: Diddy's Kong Quest, i Donkey Kong Land, i DK: King of Swing, i Donkey Konga och i Donkey Kong 64. Ön är hemland åt Kong-familjen och styrs av Donkey Kong.
Ön påminner utseendemässigt om Donkey Kongs huvud och har olika klimat på olika delar av ön, såsom djungel, öken och frusen ödemark. Det finns en del mystiska ruiner på ön, varav några har sjunkit. Dessa ruiner har troligen byggts för länge sedan av Kremlings.

### Historia
- I Donkey Kong Country där Donkey Kong och Diddy Kong spårar upp familjens guld-bananer som har stulits av King K. Rool och dennes Kremlingar.

- I TV-serien Donkey Kong Country är händelserna desamma som i spelet med samma namn, men ön har bytt form och föreställer där en banan istället.

- I Donkey Kong Country 2: Diddy's Kong Quest kan man se ön som en bakgrund i vissa banor.

- I Donkey Kong 64 stjäl King K. Rool åter Kong-familjens bananer, kidnappar flera i Kong-familjen och hotar att spränga ön. Donkey Kong ger sig ut för att hitta sina vänner, bananerna och för att stoppa Kremlingarna.

## Giant Land
Giant Land, eller Big Island, är en fiktiv ö och ett fiktivt kungadöme i Mushroom World. Den sågs i Super Mario Bros. 3, som den fjärde världen Mario besökte, och i The Adventures of Super Mario Bros. 3. Ön är formad som en gigantisk Koopa Troopa. Allting på ön är flera gånger större än i andra kungadömen, det gäller även invånarna. Kungadömet styrs av Prins Hugo den Store. Här finns prinsens slott, en liten övergiven borg samt fyra hus för Toadambassadörer.

### Historia
Prins Hugo blir kidnappad av Iggy Koopa, ett av Bowsers barn, som anländer i ett luftskepp. Iggy Koopa förvandlar sedan Prins Hugo till en (i Super Mario Bros. 3) Acrocanthosaurus, i The Adventures of Super Mario Bros. 3 är det dock en pudel. Mario ger sig ut för att rädda honom (i The Adventures of Super Mario Bros. 3 har han sällskap av Prinsessan Peach, Luigi och Toad), men Iggy Koopa kommenderar ut en liten del av The Koopa Troop för att stoppa honom. Han kommenderar även ut Boom Boom för att vakta den lilla borgen och skickar ut Lakitu för att anfalla Mario.
När Mario så lyckas besegra The Koopa Troop och tar sig fram till Prins Hugos slott, försöker Iggy Koopa fly i sitt luftskepp, men Mario hinner hoppa ombord.
Iggy Koopa attackerar Mario genom att skicka ut energi-ringar från sin magiska trollstav. Han försöker även hoppa runt på däcket för att förvirra Mario. När Mario besegrat honom, genom att hoppa på honom tre gånger (eller skjuta eldbollar på honom, om Mario har en eldblomma), tappar han den magiska trollstaven och prinsen blir normal igen.

## Grass Land
Grass Land är ett fiktivt kungadöme på den fiktiva planeten Mushroom World. Det sågs i Super Mario Bros. 3 som den första världen Mario besökte. I landet återfinns kungens slott, en liten, övergiven borg och två ambassadörs-hus för Toadambassadörer.

### Historia
Larry Koopa, ett av Bowsers barn, attackerade landet genom att storma slottet från sitt luftskepp och förvandlade kungen till en hund (i remaken Super Mario All-Stars var det dock en kobra) med sin magiska trollstav. Mario ger sig av för att rädda landet, men Larry Koopa skickar ut en del av The Koopa Troop för att stoppa honom. Han kommenderar även ut Boom Boom för att vakta den lilla borgen.
När Mario besegrat The Koopa Troop och tagit sig till kungens slott försöker Larry Koopa fly därifrån i sitt luftskepp, men Mario hinner hoppa ombord. Larry attackerar Mario genom att skjuta magiska ringar på honom med sin trollstav, men Mario besegrar honom genom att hoppa på honom tre gånger (eller genom att skjuta eldbollar på honom, om Mario har en eldblomma) vartefter han tappar trollstaven och kungen förvandlas tillbaka.

## Ice Land
Ice Land är ett fiktivt kungadöme på den fiktiva planeten Mushroom World. Det sågs i Super Mario Bros. 3, som den sjätte världen Mario besökte, i The Adventures of Super Mario Bros. 3 och i Super Mario World. Här finns kungens slott, tre små, övergivna borgar och två ambassadörs-hus för Toadambassadörer. Kungariket styrs av Kung Windbag och består till största del av is och snö.

### Historia
- I Super Mario Bros. 3 attackerades kungadömet av Lemmy Koopa, ett av Bowsers barn, via sitt luftskepp. Han kidnappade Kung Windbag och förvandlade honom till ett djur med hjälp av sin magiska trollstav. Mario gav sig ut för att rädda kungadömet, men Lemmy Koopa skickade ut en del av The Koopa Troop för att stoppa honom och gav Boom Boom i uppdrag att vakta rikets tre borgar. När Mario besegrat The Koopa Troop och tagit sig fram till kungens slott försöker Lemmy Koopa fly i sitt luftskepp, men Mario hinner hoppa ombord. Lemmy attackerar Mario genom att skicka iväg magiklot som studsar mot honom, men Mario besegrar honom genom att hoppa på honom tre gånger, vartefter han tappar trollstaven och kungen förvandlas tillbaka igen.

- I The Adventures of Super Mario Bros. 3 skickar Prinsessan Peach iväg Luigi till Ice land för att hålla sammanträde med kungen. Då dyker Lemmy Koopa och Iggy Koopa, två av Bowsers barn, upp och förvandlar dem till hundar innan de försvinner igen. Efter en rad äventyr lyckas hundarna Luigi och Kung Windbag hitta och tillfångata Lemmy och Iggy, och de förvandlar slutligen tillbaka hundarna till sina rätta skepnader.

- I Super Mario World stjäl Wendy O. Koopa, ett av Bowsers barn, en stor eldblomma för att värma upp sitt palats som ligger i Ice Land. Mario, Luigi, Prinsessan Peach och Yoshi tar sig dit för att rädda plantan, men lagom när de kommer fram råkar Wendy oavsiktligt frysa ned sig själv, Mario, Peach och Luigi. Det slutade med att Yoshi fick rädda Mario, Peach och Luigi genom att använda elden från plantan. Wendy lämnades kvar nedfrusen i sitt eget palats.

## Isle Delfino
Isle Delfino är ett fiktivt land och en fiktiv ö på den fiktiva planeten Mushroom World. Den sågs i Super Mario Sunshine, Mario Kart: Double Dash!!, i Mario Kart DS, i diverse Mario Party mini-game, i Super Smash Bros. Brawl och i Mario Kart Wii. Den bebos av Piantas, Nokis, Yoshis, och Tanookis live.

### Historia
- I Super Mario Sunshine reser Mario, Prinsessan Peach, Toadsworth och några Toads dit på semester. Väl framme upptäcker de att ön är nerklottrad med graffiti. Mario blir anklagad för att vara den som ligger bakom, då han av befolkningen blivit förväxlad med Shadow Mario. Mario måste sanera ön och hitta Shadow Mario för att kunna rentvå sig själv och blir dessutom tvungen att rädda Prinsessan Peach som blir kidnappad.

- I Mario Kart: Double Dash!! finns en strand från ön, Peach Beach, med som en spelbar bana.

- I Mario Kart DS finns Delfino Square med som en spelbar bana.

- I Mario Kart Wii är både Peach Beach och Delfino Square med, tillsammans med Delfino Plaza, som spelbara banor.

- I Super Smash Bros. Brawl finns Defino Plaza med som en spelbar bana.

### Ekonomi
Liksom Mushroom Kingdom använder Isle Delfino Coins som betalningsmedel. Dessa har olika valörer och finns i färgerna gul, blå och röd.

## Mario Land
Mario Land är ett fiktivt land som ligger högt uppe bland molnen. Landet styrs av Mario. Det sågs i spelen Super Mario Land 2: Six Golden Coins och Mario Party 2 samt i Super Mario 64 men då under namnet Rainbow Ride. Här återfinns Marios slott.

### Historia
- I Super Mario Land 2: Six Golden Coins erövrar Wario slottet från Mario. Mario lyckas dock återerövra slottet i slutet av spelet.

- I Super Mario 64 har Bowser förtrollat landet så att man måste rida på flygande mattor över regnbågar, annars ramlar man ner från molnen. Han har gömt 7 Kraft-Stjärnor i landet.

- I Mario Party 2 utspelar sig händelserna i landet, men här har landet blivit uppdelat i flera olika territorier. Bowser och hans yngre variant Baby Bowser lyckas också tillfälligt ta över landet.

## Mushroom Kingdom
Huvudartikel: Mushroom Kingdom
Mushroom Kingdom, även kallat Svampriket, är det fiktiva hemlandet till Toads, Peach och många fler av Nintendos figurer. Regent är Prinsessan Peach.

### Historia
Under Prinsessan Peach styre har kungadömet fått uppleva både fred och krig. Det föregående beror på prinsessans förmåga att styra landet med godhet och att kungadömets natur blomstrar. Det senare kan skyllas på Kung Bowser, härskaren över grannlandet Dark World, och hans arme The Koopa Troop. Bowser har många gånger kidnappat prinsessan och tvingat hjältarna från det närliggande grannlandet Mario Land, Mario och Luigi, att komma till prinsessans undsättning.

## Nimbus Land
Nimbus Land är ett fiktivt kungadöme på den fiktiva planeten Mushroom World. Det sågs i Super Mario RPG: Legend of the Seven Stars. Regenter är Kung Nimbus och Drottning Nimbus. I Super Mario RPG: Legend of the Seven Stars måste Mario och hans vänner rädda kungen och drottningen från Valentina, en kvinna som genom att kidnappa landets prins, försökte ta kontrollen över kungadömet.

### Kuriosa
Namnet Nimbus Land kommer från det Latinska ordet Nimbus, som betyder moln.

## Northern Kremisphere
Northern Kremisphere är ett fiktivt land på den fiktiva planeten Mushroom World. Ön bebos av Kremlings och styrs av King K. Rool. Det sågs i spelen Donkey Kong Country 3: Dixie Kong's Double Trouble!, Donkey Kong Land III och i Donkey Kong Country 3 DS.

### Historia
- I Donkey Kong Country 3: Dixie Kong's Double Trouble! och i Donkey Kong Country 3 DS reste Dixie Kong och Kiddy Kong till landet för att söka efter de försvunna vännerna Donkey Kong och Diddy Kong.

- I Donkey Kong Land III återvände Dixie Kong och Kiddy Kong till landet för att utforska nyligen upptäckta områden.

### Geografi
Liksom på Crocodile Isle så har Northern Kremisphere två gömda områden, en sjunken vulkanisk ö och en sjunken stad känd som The Lost World. Northern Kremisphere återfinns söder om Donkey Kong Island, som är det närmaste grannlandet.

## Pipe Land
Sjunde världen i Super Mario Bros. 3 bestående av väldigt många rör som man kan åka igenom.

## Sarasaland
Sarasaland, eller Sarasa Land,  är ett fiktivt kungadöme i Mushroom World. Det sågs i spelet Super Mario Land. Regent är Prinsessan Daisy.

### Historia
Sarasaland togs i spelet Super Mario World över av en utomjording, på order av Wario. Utomjordingen kidnappade då Prinsessan Daisy och hjärntvättade kungadömets invånare. Mario tog sig dit för att rädda kungadömet och frita Prinsessan Daisy.
Fastän Sarasaland inte har setts sedan dess nämns det ofta som Prinsessan Daisys hemland.

## Sky Land
Sky Land, eller Cloud Land, är ett fiktiv kungadöme på den fiktiva planeten Mushroom World. Det är beläget högt uppe bland molnen (enligt TV-serien hör dock även en liten landbit på marken, kallad Pasta Land, till kungadömet) och sågs i Super Mario Bros. 3 som den femte banan Mario besökte samt i The Super Mario Bros. Super Show! i avsnitten Mario and the Red Baron Koopa och Mario and the Pied Koopa. Här finns kungens slott, två små borgar, tre ambassadörs-hus för Toadambassadörer och ett slott tillhörande Bowser.

### Historia
- I Super Mario Bros. 3 attackerar Roy Koopa, ett av Bowsers barn, kungens slott med sitt luftskepp. Han kidnappar kungen och förvandlar denne till en albatross med sin magiska trollstav. Mario beger sig dit för att rädda kungadömet, men Roy skickar ut The Koopa Troop och Lakitu för att stoppa honom. Han kommenderar även ut Boom Boom för att vakta borgarna. Mario besegrar dock The Koopa Troop och tar sig in i slottet, vartefter Roy försöker fly i sitt luftskepp, men Mario hinner hoppa ombord. Mario besegrar Roy genom att hoppa på honom tre gånger, varvid han tappar sin trollstav och Mario förvandlar tillbaka kungen.

- I The Super Mario Bros. Super Show! försöker Bowser först kidnappa landets alla barn, men stoppas av Mario och hans vänner. Då detta misslyckades återkom han med en stor väder-maskin och hotade att frysa ner hela landet. Det slutar dock med att Mario lyckas spränga Bowsers maskin i luften.

## Star Haven
Star Haven är ett fiktivt land på den fiktiva planeten Mushroom World. Det sågs i spelet Paper Mario. Landet är hemland åt Super-Stjärnorna, de fiktiva levande stjärnorna som återfinns här och där på planeten. Landet är beläget högt uppe i himlen och uppfyller alla ens önskningar. Landet styrs av ett råd, bestående av de äldsta Super-Stjärnorna, kallade Star Spirits.

### Historia
I Paper Mario stal Bowser, när stjärnorna inte ville uppfylla hans önskningar, rådets krafter och fängslade dem. Bowser satte sedan en av sina följeslagare, The Crystal King, som ny regent i landet. Han besegrades dock av Mario innan dennes kamp mot Bowser.

## Timber's Island
Timber's Island är ett fiktivt land och en fiktiv ö i Mushroom World. Den sågs i Diddy Kong Racing och i Diddy Kong Racing DS. Landets invånare är olika djurfigurer. Landet styrs av Timbers familj och Taj the Genie.

### Historia
När hans föräldrar åker på semester lämnas Timber kvar att ensam ta hand om familjeön. Då invaderar en elak, stor utomjording, kallad Wizpig, ön. Han hjärntvättar en stor valroos, en dinosaurie, en bläckfisk och en drake och börjar därefter köra bort invånarna från ön. Öns snabbaste racerförare, Drumstick, utmanar då Wizpig på en duell i go-cart, bara för att sedan försvinna spårlöst. I desperation skickar då Timber iväg ett brev till sin vän Diddy Kong och ber om hjälp. Diddy samlar ihop sina vänner och de ger sig av till ön. Med hjälp från Taj the Genie och en levande klocka, T.T., lyckas de besegra de hjärntvättade djuren och befria dem från Wizpigs kontroll. Drumstick, som hade blivit förvandlad till en groda, räddas också. De lyckas sedan med stor möda besegra Wizpig i ett race och han försvinner därefter från ön.

## Waluigi's Island
Waluigi's Island är en ö styrd av Waluigi. Den sågs i Mario Party 3 som en upplåsbar bana. Ön består till största del av industri-byggen. Unikt för ön som en spelplan i spelet var att det var den enda spelplanen där rutorna på planen kunde ändras under spelets gång. I Story Mode får man möta Waluigi och två andra motståndare på planen. Vinnaren fick ett värde-föremål som Waluigi hade stulit.

## Waffle Kingdom
Waffle Kingdom är ett fiktivt kungadöme i Mushroom World. Det sågs i Paper Mario: The Thousand-Year Door. Regenter är Prinsessan Eclair och hennes prinsgemål.

### Historia
Efter att Mario rest hemifrån för att hitta Prinsessan Peach, blev Luigi lämnad ensam hemma. Då dök det upp ett brev till bröderna som Luigi öppnade. Enligt brevet behövde Waffle Kingdom hjälp av den store hjälten Mario, då landets prinsessa kidnappats, men eftersom Mario inte var hemma reste Luigi i dennes ställe. Luigi räddade prinsessan och återställde ordningen i landet.

## Water Land
Water Land, är ett fiktivt kungadöme på den fiktiva planeten Mushroom World. Det sågs i Super Mario Bros. 3, som den tredje världen Mario besökte, och i The Adventures of Super Mario Bros. 3 i avsnittet The Ugly Mermaid. Här återfinns kungens slott, två små borgar och fem ambassadörs-hus för Toadambassadörer. Regent är Kung Mackerel.

### Historia
- I Super Mario Bros. 3 anfaller Wendy O. Koopa, ett av Bowsers barn, landet genom att attackera slottet med sitt luftskepp. Hon kidnappar kung Mackerel och förvandlar honom till ett djur med sitt magiska trollspö. Mario ger sig ut för att stoppa henne, men Wendy kommenderar ut The Koopa Troop för att stoppa honom samt Boom Boom för att vakta borgarna. Mario besegrar The Koopa Troop och tar sig in i slottet. Wendy försöker då fly i sitt luftskepp, men Mario hinner hoppa ombord. Wendy O. Koopa attackerar då honom genom att sända ut magiska ringar mot honom med sitt trollspö. Mario besegrar henne och kungen blir normal igen.

- I The Adventures of Super Mario Bros. 3 anfaller Bowser, tillsammans med sina två barn Lemmy och Iggy Koopa, landet och kidnappar kungen, samt Prinsessan Peach, Luigi och Toad som är där på besök. Mario lyckas dock rädda dem och driva ut Bowser och dennes barn ur landet.